# Liste der Baudenkmäler in Kuens
Die Liste der Baudenkmäler in Kuens (italienisch Caines) enthält die vier als Baudenkmäler ausgewiesenen Objekte auf dem Gebiet der Gemeinde Kuens in Südtirol.
Basis ist das im Internet einsehbare offizielle Verzeichnis der Baudenkmäler in Südtirol. Dabei kann es sich beispielsweise um Sakralbauten, Wohnhäuser, Bauernhöfe und Adelsansitze handeln. Die Reihenfolge in dieser Liste orientiert sich an der Bezeichnung, alternativ ist sie auch nach der Adresse oder dem Datum der Unterschutzstellung sortierbar.

## Liste
| Foto |                 | Bezeichnung                                                    | Standort                     | Eintragung                   | Beschreibung                                                                            | Metadaten                                 |
| ---- | --------------- | -------------------------------------------------------------- | ---------------------------- | ---------------------------- | --------------------------------------------------------------------------------------- | ----------------------------------------- |
| ja   | Datei hochladen | Backofen beim Luitprantgut ID: 15447                           | 46° 42′ 7″ N, 11° 10′ 0″ O   | 17. Juni 1981 (BLR-LAB 3373) | Backofen Tarneller Nr. 786                                                              | KG: Kuens Bauparzelle: 11/2               |
| ja   | Datei hochladen | Mayerhof mit Mühle und Nebenhaus ID: 15448                     | 46° 41′ 49″ N, 11° 10′ 20″ O | 17. Juni 1981 (BLR-LAB 3373) | Ländliches Wohnhaus/Bauernhof; Tarneller Nr. 774 die Mühle befindet sich etwas östlich. | KG: Kuens Bauparzelle: 34, 35/2, 35/3     |
| ja   | Datei hochladen | Pfarrkirche St. Mauritius und Korbinian mit Friedhof ID: 15446 | 46° 41′ 58″ N, 11° 10′ 20″ O | 17. Juni 1981 (BLR-LAB 3373) | Kirche                                                                                  | KG: Kuens Bauparzelle: 1 Grundparzelle: 1 |
| ja   | Datei hochladen | Tschaupp ID: 15449                                             | 46° 41′ 50″ N, 11° 10′ 29″ O | 17. Juni 1981 (BLR-LAB 3373) | Ländliches Wohnhaus/Bauernhof Tarneller Nr. 772                                         | KG: Kuens Bauparzelle: 36/2               |

Falls bei einem Baudenkmal keine Koordinaten bekannt sind, werden ersatzweise die Katasterdaten zum Zeitpunkt der Unterschutzstellung angegeben. Diese sind weder offiziell noch zwingend aktuell.
Die vom Landesdenkmalamt übernommenen Adressen können veraltet sein.
| Foto:   | Fotografie des Denkmals. Klicken des Fotos erzeugt eine vergrößerte Ansicht. Daneben finden sich zwei Symbole: |
| ID      | Identifikator beim Südtiroler Landesdenkmalamt                                                                 |
| KG      | Katastralgemeinde                                                                                              |
| MD      | Ministerialdekret                                                                                              |
| BLR-LAB | Beschluss der Landesregierung – Landesausschussbeschluss                                                       |